# José Orcajo
José Orcajo de Francisco (Segovia, 1948) es un humorista gráfico, ilustrador, pintor y profesor español. Es considerado uno de los mejores dibujantes de historietas de España.

## Biografía

### Inicios profesionales
En su infancia, gustaba de las series de Sanchis para Jaimito o Pumby (la homónima Pumby, El Capitán Mostachete, El Soldadito Pepe) cuyos dibujos copiaba. Fue influido por Francisco Ortego uno de los dibujantes humorísticos más importantes del siglo XIX de quien realizó posteriores investigaciones sobre su vida.
Profesor de matemáticas, inicia su trayectoria profesional como dibujante a principios de los años setenta produciendo un chiste o dos por semana para El Adelantado de Segovia.
Tras el cierre de Bruguera, inicia la serie del bandolero Liborio Magas Largas, adaptación al cómic de la vida de El Tuerto de Pirón, bandolero real del pueblo segoviano Santo Domingo de Pirón, para la revista Superlopez.
Realizará luego los story board de las series de televisión de dibujos animados La corona mágica, Vida salvaje y Sobre ruedas. En 1989 o 1990, escribió también El irrepetible viaje de Miguelín al otro lado del globo, un cuento para niños que no vería la luz hasta dos décadas después y donde juega con la idea física del movimiento armónico simple.

### Madurez
En 1990, tras una llamada de Gin, se incorpora a Ediciones El Jueves, creando las series La Ezquisita-Tasca Bar para la revista homónima ese mismo año y El Quinto Tercio para Puta Mili en 1992.
Tras trabajar brevemente para El Barragán y Diario de Málaga-Costa de Sol, inicia en junio de 1996 sus colaboraciones con El Norte de Castilla, objeto de posteriores recopilaciones como Segovianos de Perfil (2006) también colaboró después con El Adelantado de Segovia y ha escrito varios libros destacando Segovia y la Moneda: Desde el As Romano Hasta el Museo de la Real Casa de Moneda (2007) y Las Tribulaciones de Frutos el Eremita (2013).
Entre 1999 y 2006, fundó y dirigió la revista satírica El Cochinillo Feroz. Colabora también con la revista Amaníaco. Ha sido miembro fundador del Grupo Aqua y es profesor de la Escuela Municipal de Pintura de Segovia. Realizando exposiciones en  las Salas de las Caballerizas del Torreón de Lozoya.

## Premios
Al inicio de los años 80, gana el Mortadelo de Oro al mejor dibujo en un concurso de historietas organizado por la Editorial Bruguera (Eloy Luna gana el de mejor guion).